# Církevní jurisdikce
Církevní jurisdikce je jurisdikce církevních představitelů nad jinými církevními představiteli a nad laiky.

## Přehled
Jurisdikce je slovo převzaté z právního systému, které se rozšířilo v teologii, kde se například často používá v protikladu k řádu, aby vyjádřilo právo udělovat svátosti jako něco, co se přidává k pravomoci je slavit. Stejně tak se používá k vyjádření územních nebo jiných hranic církevní, výkonné nebo zákonodárné moci. Zde se používá jako pravomoc, podle níž soudní úředníci vyšetřují a rozhodují případy podle kanonického práva.
Tato pravomoc v myslích laických římských právníků, kteří poprvé použili slovo „jurisdikce“, byla svým původem a oblastí působnosti v podstatě světská. Křesťané tento pojem přenesli do duchovní oblasti jako součást obecné myšlenky Božího království zaměřené na duchovní stránku člověka na zemi.
Považoval ji také za ustanovenou Bohem, který měl vládu nad jeho světským majetkem. Stejně jako měla církev v nejstarších dobách výkonnou a zákonodárnou moc ve své vlastní duchovní oblasti, měla i soudní úředníky, kteří vyšetřovali a rozhodovali případy. Před spojením se státem byla její moc v tomto směru, stejně jako v jiných, pouze nad duchovními lidmi. Donucovací světskou moc nad jejich těly nebo majetkem mohla získat pouze na základě ústupku od světského vládce. Navíc ani duchovní moc nad členy církve, tj. pokřtěnými osobami, nemohla být církevními soudy výlučně uplatňována jako právo, pokud byl předmět věci čistě světský. Na druhé straně je zřejmé, že těmto soudům podléhali všichni věřící (pokud jednali v rámci své vlastní sféry) a že v nejstarších dobách se v tomto ohledu nerozlišovalo mezi duchovními a laiky.

## Katolická církev

### Obecný pojem a klasifikace
Katolická církev o sobě říká, že je církví založenou Ježíšem Kristem pro spásu lidí. Katolická církev potřebuje, jako každá společnost, řídící moc (církevní autoritu). Dekret Lamentabili sane z 3. července 1907 odmítá učení, že Kristus nechtěl založit stálou, nezměnitelnou církev vybavenou autoritou.
Obvykle se hovoří o trojím úřadu církve: o úřadu učitelském (prorockém), kněžském a pastýřském (řídícím). K nim se váže trojí autorita církve: učitelský úřad, služebný (duchovní) úřad a řídící (vládnoucí) úřad. Protože učení církve je autoritativní, je učitelský úřad tradičně zahrnován do úřadu řídícího; pak se rozlišuje pouze úřad služebný a úřad řídící.
Služebnou autoritou, která se uděluje aktem svěcení, se rozumí vnitřní, a vzhledem k jejímu nesmazatelnému charakteru trvalá, schopnost vykonávat úkony, jimiž se předává Boží milost. Vládnoucí autoritou, která je udělována církví (missio canonica, kanonické poslání), se rozumí pravomoc vést a řídit Boží církev. Jurisdikce, pokud se vztahuje na vztahy člověka k Bohu, se nazývá jurisdikcí vnitřního fóra nebo jurisdikcí nebeského fóra (jurisdictio poli) (viz církevní fórum); ta je opět buď a) svátostná nebo kajícná, pokud se používá ve svátosti smíření, nebo b) mimosvátostná, např. při udělování dispenzí od soukromých slibů. Jurisdikce, pokud upravuje vnější církevní vztahy, se nazývá jurisdikce vnějšího fóra nebo stručně jurisdictio fori. Tato jurisdikce, faktická moc rozhodovat, je zákonodárná, soudní nebo koaktivní. Jurisdikce může mít různý stupeň. Může ji také mít buď pro obě fóra, nebo pouze pro vnitřní fórum, např. farář.
Jurisdikci lze dále rozdělit na řádnou, kvaziřádnou a delegovanou (přenesenou).

#### Řádná jurisdikce
Řádná jurisdikce je ta, která je trvale spojena, ať už Božím nebo lidským zákonem, se stálým církevním úřadem. Její nositel se nazývá řádný soudce. Podle Božího práva má papež takovou řádnou jurisdikci pro celou církev a biskup pro svou diecézi. Podle lidského práva tuto jurisdikci mají kardinálové, úředníci římské kurie a kardinálové v čele dikasterií (dříve kongregací), patriarchové, primasové, metropolité, arcibiskupové, praelati nullius a preláti s kvazi biskupskou jurisdikcí, řádové kapituly nebo generální představení řádů, katedrální kapituly ve vztahu k vlastním záležitostem, arcijáhenství ve středověku a faráři na vnitřním fóru.

#### Kvaziřádná jurisdikce
Pokud je však jurisdikce trvale spojena s úřadem, ale úřad samotný se označuje za kvaziordinární, neboli jurisdictio vicaria. Tuto formu jurisdikce má například generální vikář. Dočasný výkon řádné a kvaziřádné jurisdikce může být v různé míře udělen jinému jako zástupci, aniž by mu byl propůjčen úřad, který se tak správně nazývá. Tato přechodná forma jurisdikce se nazývá delegovaná nebo mimořádná a ohledně ní kanonické právo v návaznosti na římské právo vypracovalo vyčerpávající ustanovení. Tento vývoj začal, když se papežové, zejména od Alexandra III. (1159–1181), ocitli v situaci, kdy byli nuceni kvůli obrovskému množství právních záležitostí, které k nim přicházely ze všech stran jako k „judices ordinarii omnium“, předávat s patřičným poučením velké množství případů k rozhodnutí třetím osobám, zejména ve věcech sporné jurisdikce.

#### Delegovaná jurisdikce
Delegovaná pravomoc se opírá buď o zvláštní zmocnění nositelů běžné pravomoci (delegatio ab homine), nebo o obecný zákon (delegatio a lege, a jure, a canone). Tridentský koncil tak přenesl řadu papežských práv na biskupy „tanquam Apostolicae Sedis delegati“, tj. také jako delegáty Apoštolského stolce, a „etiam tanquam Apostolicae Sedis delegati“, tj. také jako delegáty Apoštolského stolce. V první skupině případů nemají biskupové běžnou jurisdikci. Význam druhého výrazu je sporný, ale obecně se považuje za čistě kumulativní. Pokud se delegace vztahuje pouze na jeden nebo několik určených případů, jedná se o delegaci zvláštní; pokud se vztahuje na celou třídu subjektů, pak se jedná o delegaci obecnou nebo delegaci pro univerzalitu příčin. Delegovaná pravomoc pro souhrn více věcí se nazývá delegatio mandata. Delegáty mohou být jmenováni pouze ti, kteří jsou způsobilí k výkonu pověření. Pro akt svěcení musí mít delegát sám potřebné posvátné svěcení. Pro úkony jurisdikce musí být církevním hodnostářem, ačkoli papež může delegovat i laika. Papežská delegace se obvykle uděluje pouze církevním hodnostářům nebo kanovníkům. Delegát musí být starší dvaceti let, ale osmnáct let stačí i pro toho, koho jmenuje papež. Musí být také bez exkomunikace. Osoby, které jsou podřízeny jurisdikci delegáta, se musí podřídit delegaci. Delegace pro jednu záležitost může být udělena i několika osobám. Je třeba rozlišovat, zda mají jednat společně a nerozdílně (kolegiálně), společně, ale jednotlivě (solidárně), nebo solidárně alespoň v určité věci. Pověřenec se má přesně řídit svými pokyny, ale je oprávněn učinit vše, co je k jejich provedení nezbytné. Překročí-li svou pravomoc, je jeho úkon neplatný.
V případě potřeby může delegát sám delegovat, tj. subdelegovat, kvalifikovanou osobu; může tak učinit zejména tehdy, je-li papežským delegátem, nebo pokud k tomu dostal svolení, nebo pokud byl delegován pro více případů. Protože delegace představuje nový soud, lze se odvolat od delegáta k delegátovi a v případě subdelegace k původnímu delegátovi. Delegovaná pravomoc zaniká smrtí delegáta, v případě, že pověření nebylo vydáno s ohledem na trvalost jeho funkce, ztrátou funkce nebo smrtí delegáta, v případě, že delegát nekonal (re adhuc integra, věc je stále nedotčena), odvoláním jeho pravomoci delegátem (i re adhuc nondum integra, věc je již nedotčena), uplynutím stanovené lhůty, vyřízením věci, prohlášením delegáta, že nemá pravomoc.

### Vývoj jurisdikce v užším slova smyslu
Katolická církev se považuje za dokonalou a nezávislou společnost, která je vybavena všemi prostředky k dosažení svého cíle, a má právo rozhodovat podle svých zákonů spory, které se týkají jejích vnitřních záležitostí, zejména pokud jde o církevní práva jejích členů; v případě potřeby může také provést své rozhodnutí vhodnými donucovacími prostředky, spornou nebo občanskou jurisdikcí. To znamená právo napomínat nebo varovat své členy, církevní i laické, kteří se nepodřídili jejím zákonům, a v případě potřeby je trestat fyzickými prostředky, tj. donucovací jurisdikcí.
Církev má pravomoc soudit hřích na vnitřním fóru, ale hřích může být zároveň navenek přestupkem nebo zločinem (delictum, crimen), pokud mu hrozí vnější církevní nebo občanský trest. Církev soudí církevní zločiny také na vnějším fóru uložením trestů, s výjimkou případů, kdy provinění zůstalo utajeno. V takovém případě se zpravidla spokojí s dobrovolně přijatým pokáním.
V neposlední řadě je třeba rozlišovat mezi jurisdikcí nutnou a dobrovolnou; ta druhá předpokládá dobrovolnou podřízenost ze strany těch, kdo v právních záležitostech hledají spolupráci církevních orgánů, např. u notářsky sepsaných listin, testamentů apod. Výše popsaná soudní moc, přísně vzato jurisdikce, byla katolické církvi dána Kristem, byla vykonávána apoštoly a předána jejich nástupcům.
Od počátku křesťanského náboženství rozhodoval církevní soudce, tj. biskup, ve sporných záležitostech, které měly čistě náboženský charakter (causae mere ecclesiasticae). Tuto jurisdikci církve uznala civilní (císařská) moc, když se stala křesťanskou. Již dlouho předtím však první křesťané podle výzvy Pavla z Tarsu – 1Kor 6, 14 (Kral, ČEP) nechtěli podřizovat církevní jurisdikci věci, které svou povahou náležely civilním soudům. Dokud stát křesťanství neuznával, bylo ponecháno na svědomí jednotlivce, zda se rozhodnutí biskupa podřídí, či nikoli. Jakmile se křesťanství dostalo občanského uznání, Konstantin Veliký povýšil dřívější soukromé zvyklosti na veřejné právo. Podle císařské ústavy z roku 321 mohly strany sporu po vzájemné dohodě předložit věc biskupovi i v případě, že ji již projednával civilní soudce, a ten byl povinen uvést v platnost rozhodnutí biskupa. Další konstituce z roku 331 stanovila, že v kterékoli fázi sporu se může kterákoli ze stran odvolat k biskupovi i proti vůli ostatních. Arcadius v roce 398 a Honorius v roce 408 však omezili soudní pravomoc biskupa na ty případy, kdy se na něj obrátily obě strany. Tato rozhodčí pravomoc biskupa nebyla v nových teutonských královstvích uznávána. Ve franských královstvích patřily do jurisdikce biskupa čistě církevní sporné záležitosti, ale smíšené případy, v nichž se objevovaly občanské zájmy, např. otázky manželství, žaloby týkající se církevního majetku apod. náležely civilním soudům.
Ve středověku se církvi podařilo rozšířit svou jurisdikci na všechny záležitosti, které se týkaly církevních zájmů (causae spiritualibus annexae), na všechny spory týkající se manželství; záležitosti týkající se pohřbu; závěti; smlouvy stvrzené přísahou; záležitosti týkající se beneficií; otázky patronátu; spory týkající se církevního majetku a desátků. Kromě toho mohly být před církevní soud předvolány všechny občanskoprávní spory, v nichž se jednalo o prvek hříchu (ratio peccati).
Církevní soud měl také pravomoc rozhodovat o záležitostech církevních osob, mnichů a jeptišek, chudých, vdov a sirotků (personae miserabiles, potřební) a osob, kterým civilní soudce odmítl poskytnout právní ochranu. Tato dalekosáhlá civilní jurisdikce církve nakonec překryla přirozené hranice církve a státu. Reakce proti tomuto stavu věcí vznikla v Anglii již ve 12. století, rozšířila se do Francie a Německa a získávala tím větší vliv a opodstatnění, čím více se zlepšoval výkon spravedlnosti ze strany státu. Na konci dlouhého proměnlivého boje ztratila církev svou jurisdikci v res spiritualibus annexae, navzdory nárokům Tridentského koncilu také výsadu duchovních (privilegia clericorum) a nakonec i jurisdikci v manželských věcech, pokud šlo o jejich civilní charakter.
Pokud jde o církevní jurisdikci v trestních věcech, vykonávala církev zpočátku jurisdikci pouze v případě čistě církevních deliktů a ukládala pouze církevní tresty, např. exkomunikaci a v případě kleriků sesazení. Dodržování těchto trestů muselo být ponecháno na svědomí jednotlivce, ale s formálním uznáním církve státem a s nárůstem církevních trestů úměrně nárůstu církevních deliktů přišla žádost církve na světskou moc o pomoc při vymáhání uvedených trestů, která byla vždy ochotně poskytnuta. Některá provinění, zejména odklony od katolické víry, stát učinil trestnými podle civilního práva a připojil k nim světské tresty, rovněž k některým disciplinárním přestupkům církevních osob. Naopak církev ve středověku zvyšovala svou trestní pravomoc v civilní oblasti ukládáním rozmanitých trestů, z nichž některé měly čistě světský charakter.
Především prostřednictvím privilegia fori vyňal z pravomoci civilních soudů takzvané „zločinné úředníky“. Pro soud konaný biskupem při jeho diecézní vizitaci (poslat) pak získala nejen trestání těch civilních přestupků, které zahrnovaly prvek hříchu a v důsledku toho se dotýkaly jak církve, tak státu, ale trestala také, a jako taková, čistě civilní delikty. Trestní jurisdikce středověké církve tedy zahrnovala nejprve čistě církevní delikty, např. hereze, schizma, apostázi apod.; dále čistě občanské delikty; nakonec smíšené delikty, např. tělesné hříchy, svatokrádež, rouhání, jakýkoli druh magie, křivopřísežnictví, lichvu apod.
Při trestání přestupků čistě církevního charakteru církev bezvýhradně využívala pomoc státu při výkonu trestu. Když ve výše zmíněném poselském soudu, který biskup konal během své vizitace, ukládal trest za civilní přestupky laiků, trest zpravidla vykonával císařský hrabě (Graf), který biskupa doprovázel a zastupoval civilní moc. Později převládla zásada, že přestupek, který již byl potrestán světským soudcem, již nebyl trestán soudcem církevním.
Když začalo mizet posílání, byli církevní i světští soudci obecně považováni za stejně kompetentní pro smíšené delikty. Rozhodující byla prevence (předchozí vyřízení případu jedním nebo druhým soudcem). Pokud se věc dostala před církevního soudce, ten zároveň uložil civilní trest, nikoli však tělesné tresty, jako byl trest smrti. Pokud bylo obvinění vzneseno před světským soudcem, civilní trest uložil on a zásah církve se omezil na uložení pokání. Církev nakonec ztratila daleko větší část své trestní jurisdikce ze stejných důvodů, které od konce středověku vedly ke ztrátě většiny její sporné jurisdikce, a stejným způsobem. Navíc od 15. století recursus ab abusu, který se poprvé objevil ve Francii (appel comme d'abus), tj. odvolání ze zneužití moci církevní autoritou, značně přispěl k oslabení a diskreditaci církevní jurisdikce.

### Rozsah jurisdikce v užším slova smyslu
Ve 21. století jsou jedinými předměty sporné církevní jurisdikce (do níž se však často zapojuje nebo zasahuje stát): otázky víry, udělování svátostí, zejména uzavírání a udržování manželství, konání bohoslužeb, zřizování a změny beneficií, jmenování do církevních úřadů a jejich propouštění, práva beneficiátů jako takových, církevní práva a povinnosti patronů, církevní práva a povinnosti řeholníků, správa církevního majetku.
Pokud jde o trestní jurisdikci církve, ta nyní ukládá laikům pouze církevní tresty, a to výhradně za církevní přestupky. Pokud z toho někdy vyplynou občanskoprávní důsledky, může se jimi zabývat pouze civilní autorita. Pokud jde o církevní osoby, je pravomoc církve trestat jejich disciplinární přestupky a špatné vykonávání jejich úřadů státem široce uznávána. Tam, kde církev a stát nejsou odděleny, pomáhá stát při vyšetřování těchto přestupků, jakož i při výkonu kanonicky vydaných rozhodnutí církve.
Pokud jde o civilní přestupky církevních osob, církevní jurisdikce s sebou nenese žádné světské důsledky, ačkoli církev může tyto přestupky trestat církevními tresty. Podle papežské buly Apostolicae Sedis moderationi (12. října 1869) spadají pod exkomunikaci vyhrazenou papeži speciali modo ty osoby, které přímo nebo nepřímo brání výkonu církevní jurisdikce na vnějším fóru nebo na vnitřním fóru, jakož i ty, které se odvolávají z církevní jurisdikce na civilní; konečně každý zákonodárce nebo osoba s autoritou, která přímo nebo nepřímo nutí soudce, aby před civilním soudem předvolával církevní osoby. V různých konkordátech s civilní mocínapř. konkordát s Bavorskem, 1817, čl. XII, písm. c (týkající se občanskoprávních sporů); s Kostarikou, 1853, čl. XIV, XV; s Guatemalou, 1853, čl. XV, XVI; s Rakouskem, 1855, čl. XIII, XIV; s Württemberskem a Badenskem, 1857 a 1859, čl. V."</ref> se katolická církev více či méně vzdala privilegia fori církevních osob.